# Hey Monday
Hey Monday (Эй,понедельник или Привет,понедельник) — американская рок-группа, основанная в 2008 году в Вест-Палм-Бич,Флорида.

## История
«Если каждый понедельник был бы столь воодушевляющим и заразительным как Hey Monday, не было бы причины ждать выходных» — Hey Monday.
Кэсседи начала осуществлять свою мечту, едва окончив школу. Через свою сестру она познакомилась с Майком Джентаил и они создали группу под названием Blake, но этот проект просуществовал недолго. В 2007—2008 году группа распалась. Но Майк и Кэсседи хотели играть и дальше, поэтому они проводили прослушивание в своем городке. Во время этого прослушивания они нашли ритм-гитариста Алекса Липшау и барабанщика Эллиота Джемса. Затем они познакомились с бас-гитаристом Майклом (Джерси) Мориарти и так в 2007 сформировалась группа Hey Monday в городе Вест-Палм-Бич,Флорида.
«Нам понравилось название „Hey Monday“ так как оно очень противоречиво», — говорит Кэсседи Поуп.
Они были открыты Питом Венцем, он услышал одну из их демозаписей и был восхищен ими.Венц хотел, чтобы они подписали контракт с его лейблом, но Columbia Records тоже были заинтересованны в Hey Monday,поэтому ребята подписали совместный контракт и с Columbia Records, и с Decaydance Records.

## Hold on Tight
После подписания контракта с лейблами «Hey Monday» отправились в студию, чтобы записать свой дебютный альбом. С 1 июня - 3 августа 2008 в Fresh Kills (New York,NY) ребята работали в студии. Продюсерами дебютного альбома стали S*A*M и Sluggo (The Academy Is, Gym Class Heroes, Metro Station). «Hold On Tight» пропитан духом взлетов и падений, испытаний, выпавших на долю повзрослевших молодых людей.
«У нас разносторонний стиль, но в целом миленький, быстрый и оптимистичный, ведь нам нужна скорость и оптимизм от записи, что заставляет нас пребывать в хорошем настроении.»
Клип на песню «Homecoming» вышел 24 сентября 2008 года.Режиссёром клипа стал Noah Shulman, снявший клипы для We the Kings, All Time Low и других.
Мировая презентация альбома «Hold on Tight» состоялась 7 октября, 2008 года.
Первый сингл «Homecoming» попал на микстейп-сборник «CitizensFOB mix-tape Welcome to the New Administration». Также Кэсседи совместно с группой The Cab записала песню «Take My Hand», которая присутствует на этом сборнике.
Самым первым туром группы стал «Why So Serious Tour», который начался 11 сентября, 2008 года, с города Сан-Антонио, штат Техас, совместно с группами The Cab, This Providence и A Rocket To The Moon.
1 октября, 2008 г., Hey Monday с презентацией дебютного альбома «Hold on Tight» отправились в «Bill and Trav’s Bogus Journey Tour» вместе с The Academy Is…, We the Kings и Carolina Liar.
В 2009 году Hey Monday вместе с Fall Out Boy проехались с концертами по Англии, Европе, Японии, побывали в Сингапуре, Филиппинах, Малайзии, Австралии и Новой Зеландии.
31 марта вышел новый клип на песню «How you love me now». 30 апреля Hey Monday стали хэдлайнерами "Let's Make a Mess Tour", организатором которого являлся Myspace Music. В апреле и мае 2009 г., Hey Monday приняли участие в "Believers Never Die Part Deux" вместе с Fall Out Boy, Cobra Starship, All Time Low и Metro Station. В мае этого же года Hey Monday отправились в европейское турне с группой We The Kings. А в сентябре и октябре группа отправляется уже в небольшой тур по Англии.

В пятницу, 9 октября 2009 года, в своем твиттере Кэсседи сообщила о том, что Hey Monday покинул их барабанщик Эллиот Джеймс. Всей группой они пожелали ему большой удачи. Место Эллиота на тот момент занял очень хороший друг группы Пат. Он гастролировал с группой в туре "Glamour Kills Tour".

## Beneath It All
В 2010 году Hey Monday отправились в AP Tour,где выступали вместе с Never Shout Never, The Cab, Every Avenue, The Summer Set.После окончания AP Tour появились слухи о новом альбоме, ребята так же сообщили новые песни появятся уже на выступлениях Warped Tour,где они выступали с огромным успехом, собирая толпы фанатов.
27 июня 2010 года вышел новый клип Hey Monday на песню «I Dont Wanna Dance».
15 августа закончился тур и вот-вот должен выйти новый EP альбом «Beneath It All».«Beneath It All» дебютировал на 25 в чарте Billboard.Но выход альбома омрачило сообщение об уходе Джерси из группы.B на тот момент ребят в группе оставалось всего трое.Но они не отчаялись и отправились Hot Topic Tour,где отыграли свои акустические версии новых песен.Так же ребята побывали на разных передачах,вели прямую трансляцию LiveStream.Ещё Hey Monday снялись в эпизоде сериала Чертовки.
Осенью ребята поехали в осенний тур по 32 городам Америки, вакантное место басиста занимал брат Майка - Крис,который играет в группе Rumor Has It.В туре ребята очень активно продвигали свой новый EP. 1 декабря 2010 года группа объявила , что Пат МакКензи,заменявший Эллиота на посту барабанщика,теперь официальный участник группы Hey Monday.

## 2011, 2012
8 февраля Hey Monday выпустили EP Candles. 
9 марта на сайте justjared.com состоялась премьера клипа «Candles», а в сериале «Хор» Курт Хаммел (Крис Колфер) и Блейн Андерсон (Даррен Крисс) спели её дуэтом и их кавер-версия вошла в альбом Glee: The Music Presents the Warblers.  25 марта 2011 года группа отправилась в тур с All Time Low.После тура они немного отдохнули и уже в конце лета отправились в Южную Америку. После летнего тура было некоторое затишье и начали появляться слухи о том, что группа распалась.Ребята занимались своими делами, но в октябре 2011 года Кэсс оставила сообщение в твиттере о рождественском ЕР. Около месяца ребята были в студии и 6 декабря вышел в свет цифровой ЕР с 4 песнями. Но вскоре появилась информация о том, что Кэсс едет в соло-тур. Сама Кэсс начала подтверждать этот факт. "Hey Monday не распались.Но однако, мы делаем перерыв, чтобы расставить все на свои места." - написала Кэсседи. Майк собрал новую группу..